# Özel Türkbaş
Özel Türkbaş (1 de septiembre de 1938 – 22 de julio de 2012) fue una actriz, modelo, cantante y bailarina de vientre nacida en Turquía, que contribuyó a popularizar la danza del vientre en Estados Unidos y grabó música tradicional dirigida al público occidental, incluido el exitoso álbum de 1969 Bellydance with Özel Türkbaş: How to Make Your Husband a Sultan.

## Vida y carrera
Nació en Manisa, Turquía, y se mudó a Ankara cuando era niña; su madre era bailarina profesional. Fue miembro del State Children's Theatre de Ankara antes de iniciar su carrera como cantante junto a su hermana en Estambul. Durante la década de 1950, trabajó como modelo y también protagonizó 14 películas en Turquía, entre ellas Gunah Koprusu en 1955, donde conoció a Ayhan Türkbaş, quien se convirtió en su marido. También representó a Turquía en festivales internacionales de cine.
En 1959 fue invitada a Estados Unidos por un promotor y comenzó a bailar en clubes. Franco Zeffirelli la contrató para interpretar el papel de La Orientale en su producción de la ópera Thais, en Dallas, Texas, con el New York City Ballet. Tras el cierre del espectáculo, continuó de gira por el país, a menudo realizando tres espectáculos de 45 minutos cada noche y contribuyendo a desatar una moda nacional por este estilo.
Ella hacía su entrada vistiendo una elaborada capa. Como sus agentes le habían dicho que era importante dejar claro que era turca o la gente no la vería, comenzaba cantando en turco. Luego se quitaba la capa. Con el velo envuelto alrededor del torso, comenzó a bailar. Tocó los címbalos con los dedos durante toda su actuación, incluyendo movimientos en el suelo y solos de batería. A veces invitaba a algún miembro masculino del público a subir al escenario para participar de forma voluntaria y divertida. A medida que mejoraba su inglés, desarrolló un monólogo y también contaba chistes. Por lo general, sus chistes trataban sobre sultanes, harenes y otros aspectos de la cultura turca, al igual que los cómicos se inspiran en sus propias vidas para crear su material.
Se instaló en Nueva York con su marido y actuaba regularmente en clubes de la Octava Avenida y en Catskills. Türkbaş colaboró habitualmente con músicos de renombre y, en 1969, lanzó el álbum How to Make Your Husband a Sultan, en el que la acompañaban el destacado clarinetista turco Mustafa Kandıralı, junto con el violinista Cevdet Çağla, Ahmet Yatman (kanun), Tarik Bulut (piano), Gerhard Rudolph (bajo) y Leszlo Kubinyi (batería). El disco contenía una rutina de baile completa de 17 minutos, junto con otras canciones tradicionales, y vendió aproximadamente 150 000 copias en Estados Unidos y, según se informa, un millón en Turquía. How To Make Your Husband A Sultan fue incluido en el libro 1,000 Recordings To Hear Before You Die.
A este le siguieron varios álbumes más, entre ellos How to Belly Dance for Your Sultan, Dance into Your Sultan's Heart, Alla Turca, y Kismet. También escribió dos libros, The Turkish Cookbook by Ozel y The BellyDancer in You.
Tras retirarse de los escenarios, ella y su marido se dedicaron a la restauración e invirtieron en el sector inmobiliario, adquiriendo propiedades en Manhattan y Long Island. Falleció en Nueva York en 2012 a la edad de 73 años.